# Dawn FM
Dawn FM es el quinto álbum de estudio del cantautor canadiense The Weeknd lanzado el 7 de enero de 2022 por XO y Republic Records. Con la intención de servir como seguimiento directo de su cuarto trabajo discográfico After Hours (2020), Dawn FM cuenta con apariciones especiales de Tyler, the Creator, Lil Wayne y Jim Carrey. El álbum fue producido principalmente por The Weeknd y cuenta con la contribución adicional de Max Martin, Oscar Holter, Quincy Jones y Oneohtrix Point Never, entre otros.
The Weeknd describió el concepto del álbum como un estado de purgatorio—un viaje hacia la «luz al final de un túnel», que sirve como continuación de su cuarto álbum de estudio After Hours (2020). Musicalmente, Dawn FM es un disco upbeat que contiene canciones dance-pop y synth-pop que están fuertemente inspiradas en los estilos new wave, funk y EDM de la década de 1980. El álbum recibió elogios generalizados de los críticos musicales, quienes elogiaron su concepto psicodélico, la producción y melodías.
Se lanzaron dos sencillos del álbum, de los cuales el sencillo principal «Take My Breath» alcanzó el puesto número seis en el Billboard Hot 100 de Estados Unidos. The Weeknd promocionó Dawn FM con un evento de Amazon Music el día del lanzamiento del álbum, en el que se desempeñó como un disc jockey y reprodujo el álbum ante una audiencia. También promocionó el álbum con un especial musical de televisión en Amazon Prime Video que incluía actuaciones en vivo, teatro y artes escénicas para una «salida nocturna en el club». Dawn FM alcanzó el número uno en 10 países, incluidos Australia, Canadá, Irlanda, los Países Bajos, Nueva Zelanda y el Reino Unido. Debutó en el número dos en la lista Billboard 200 de Estados Unidos.
Para dar soporte a Dawn FM y After Hours, el cantante se embarcará en la gira After Hours til Dawn Stadium Tour, que está programada para abarcar América del Norte y del Sur, Europa, Asia, África, Oriente Medio y Australia en el verano de 2022.

## Antecedentes
El 20 de marzo de 2020, The Weeknd lanzó su cuarto álbum de estudio After Hours durante el comienzo del confinamiento por COVID-19. Producido principalmente por el cantautor, el álbum fue un éxito comercial y recibió críticas generalmente positivas, y algunos críticos de música lo nombraron su mejor trabajo hasta el momento. Poco después de su lanzamiento, el cantante comenzó a trabajar en un nuevo álbum. Durante una entrevista con Rolling Stone en septiembre de 2020, declaró: «podría tener otro álbum listo para cuando termine esta cuarentena».
The Weeknd habló sobre un nuevo álbum en mayo de 2021 durante una entrevista con Variety, en la que afirmó «The Dawn está llegando». Continuó dando pistas del álbum con el título provisional The Dawn durante sus discursos de aceptación en los Billboard Music Awards y los iHeartRadio Music Awards. El 2 de agosto, The Weeknd lanzó un adelanto a través de redes sociales titulado «The Dawn is Coming», que contenía un fragmento de una canción inédita. Más tarde ese día, en asociación con NBC Sports y los Juegos Olímpicos de Verano de 2020, anunció el sencillo principal del álbum «Take My Breath», que fue lanzado el 6 de agosto.
El 4 de octubre de 2021, durante un episodio de su programa de radio Memento Mori en Apple Music 1, The Weeknd anunció que el álbum estaba completo y que estaba esperando a un «par de personajes clave para la narrativa». Luego describió a los personajes como personas cercanas y queridas para él, que inspiraron su vida cuando era niño y quien es hoy.
El 1 de enero de 2022, el cantante adelantó un posible lanzamiento sorpresa del álbum en una publicación de Instagram, que mostraba una captura de pantalla de una conversación de texto que tuvo con su mejor amigo y director creativo, La Mar Taylor. Cuando este último le deseó un Feliz Año Nuevo y le preguntó qué estaba pensando, The Weeknd respondió: «¡Feliz Año Nuevo! Todo se siente caótico nuevamente. La música puede curar y eso se siente más importante que el lanzamiento de otro álbum. Dejemos todo y disfrútalo con la gente... XO». Al día siguiente, anunció la llegada del álbum en Twitter. El 3 de enero, reveló formalmente el título oficial del disco y anunció que sería lanzado el 7 de enero. Posteriormente, reveló la lista de canciones a través de un segundo tráiler el 5 de enero. El 11 de enero, The Weeknd anunció una edición ampliada del álbum subtitulado Alternate World que incluía dos remixes y el sencillo «Moth to a Flame» lanzado anteriormente con Swedish House Mafia. Durante su primera semana, Dawn FM solo estuvo disponible a través de plataformas de streaming y música digital; las copias físicas se enviaron en fechas posteriores. Abordando la falta inicial de copias físicas, The Weeknd acudió a Twitter y escribió: «Esto no me importa. [Lo que] importa es poder experimentar el álbum junto con los fanáticos durante estos tiempos».

## Composición
¿Quién sabe cómo va a sonar el próximo álbum? Cuando se trata de mis álbumes, hay un sonido cohesivo, pero realmente no puedo ceñirme a un estilo. Escucharás EDM, hip-hop y otros tres tipos de sonidos en una canción, y de alguna manera, hacemos que funcione.
The Weeknd a Billboard

Principalmente un disco pop, Dawn FM tiene sus raíces en los géneros dance pop y synth pop. Recordando bandas electrónicas de la década de 1980 como Depeche Mode y Duran Duran, el álbum incorpora significativamente new wave, funk y EDM, junto con elementos de disco, electropop, hip hop, city pop, soft rock, psicodelia, R&B, blues, boogie, electro, y techno. Las influencias de Off the Wall (1979) y Thriller (1982) de Michael Jackson también están presentes en Dawn FM.

## Concepto y temática
Dawn FM tiene una estética de radio psicodélica con temas existenciales, similar al noveno álbum de estudio del productor discográfico experimental Oneohtrix Point Never, Magic Oneohtrix Point Never (2020), en el que The Weeknd aparece y es productor ejecutivo bajo su nombre formal. En una entrevista con Billboard el 23 de noviembre de 2021, el cantante comentó acerca del álbum diciendo:

Imagina que el álbum es como si el oyente estuviera muerto. Y están atrapados en este estado de purgatorio, que siempre imaginé que sería como estar atrapado en el tráfico esperando llegar a la luz al final del túnel. Y mientras estás atascado en el tráfico, tienen una estación de radio sonando en el auto, con un locutor de radio guiándote hacia la luz y ayudándote a pasar al otro lado. Así que podría parecer una celebración, podría parecer sombrío, como quieras que se sienta, pero eso es lo que "The Dawn" es para mí.

## Portada
La portada estándar del álbum Dawn FM, fue tomada por Matilda Finn. Esta muestra una versión envejecida y barbuda de The Weeknd en un entorno oscuro con un pequeño rayo de luz brillando sobre su hombro, que simboliza los temas del álbum sobre la transición de la vida a la muerte. Las ediciones de colección del álbum que aparecen en la tienda en línea incluyen dos portadas alternativas diseñadas por el artista estadounidense Robert Beatty, quien también diseñó la portada del álbum Magic Oneohtrix Point Never de Oneohtrix Point Never.

## Promoción

### Sencillos
El 6 de agosto de 2021, el sencillo principal del álbum, «Take My Breath», se lanzó digitalmente en tiendas de música y servicios de streaming. La canción alcanzó el puesto número seis en el Billboard Hot 100 de Estados Unidos y alcanzó los diez primeros en otros 21 territorios. Su video musical se estrenó junto con su lanzamiento y fue dirigido por Cliqua.
«Sacrifice» fue lanzado como el segundo sencillo oficial junto con Dawn FM el 7 de enero de 2022. Su video musical fue lanzado el mismo día y fue dirigido por Cliqua. Su historia sigue la trama previamente establecida por el video musical de «Take My Breath». La canción fue enviada a la contemporary hit radio en los Estados Unidos el 11 de enero de 2022.
«Out of Time» fue lanzado a la radio estadounidense urbana adulta contemporánea el 25 de enero de 2022, como el tercer sencillo oficial del álbum.

### Otras canciones
El 11 de enero de 2022 se lanzó un video musical de la segunda pista del álbum, «Gasoline». Sigue el arco de la historia establecido por los videos musicales anteriores publicadas en apoyo del álbum y fue dirigida por Matilda Finn. La canción estaba programada para enviarse a la radio de éxito contemporáneo estadounidense como el tercer sencillo del álbum el 18 de enero de 2022; sin embargo, su lanzamiento fue cancelado.
«I Heard You're Married» con Lil Wayne originalmente estaba destinado a enviarse a la radio contemporánea rítmica estadounidense como el tercer sencillo del álbum el 11 de enero de 2022, pero su lanzamiento como sencillo se canceló indefinidamente.

### Transmisión en vivo103.5 Dawn FM
El 7 de enero de 2022, junto con el lanzamiento de Dawn FM, The Weeknd organizó un evento en vivo con Amazon Music, en el que se desempeñó como disc jockey y tocó el álbum completo frente a una pequeña multitud. El evento se transmitió en vivo en Twitch y fue dirigido por Micah Bickham. The Weeknd usó maquillaje antiguo y prótesis durante el evento, similares a las prótesis que usó en la portada del álbum Dawn FM. Varias tomas diferentes de la transmisión en vivo se convirtieron en videos con letras para el álbum. Toda la transmisión en vivo se subió a YouTube el 12 de enero de 2022.

### The Dawn FM Experience
El 21 de febrero de 2022, The Weeknd anunció The Dawn FM Experience, un especial musical de televisión con Amazon Prime Video que se estrenó el 26 de febrero. El especial fue dirigido por Micah Bickham y presenta actuaciones en vivo, teatro y artes escénicas para una «noche de fiesta en el club.» Un EP en vivo de diez pistas compuesto por las canciones que The Weeknd interpretó durante el especial estuvo disponible para transmitir exclusivamente en Amazon Music. The Dawn FM Experience ingresó a la lista de álbumes del Reino Unido en marzo de 2022, alcanzando el puesto 92.

### Tour
Originalmente planificado solo para apoyar a After Hours, The Weeknd anunció el 18 de octubre de 2021 que su próxima séptima gira de conciertos pasaría a llamarse After Hours til Dawn Stadium Tour para incorporar elementos de Dawn FM.

## Recepción de la crítica
Dawn FM recibió elogios generalizados de los críticos musicales. En Metacritic, que asigna una calificación normalizada de 100 a las reseñas de publicaciones profesionales, el álbum recibió una puntuación promedio de 88 basada en 22 reseñas, lo que indica «aclamación universal». El agregador AnyDecentMusic? le dio 8.4 de 10, basado en su evaluación del consenso crítico.
Al describir a Dawn FM como un nuevo punto más alto para The Weeknd, Will Dukes de Rolling Stone elogió el álbum por sus «ambiciones interestelares» y «música encantadora». Mikael Wood de Los Angeles Times lo llamó «el primer gran álbum del año», elogiando su producción, melodías y voces, y señaló que Dawn FM es más positiva y optimista que sus trabajos anteriores. Andy Kellman de AllMusic elogió el álbum y dijo: «En general, este es un espacio para que Tesfaye disfrute por completo de su lado romántico frenético mientras sus co-conspiradores preparan un euro-pop fluorescente con fuerza y matices». Rhian Daly de NME dijo que Dawn FM «se siente como los primeros pasos en un viaje para que Weeknd encuentre la paz consigo mismo; tal vez la próxima vez que tengamos noticias suyas, abrazará por completo la luz del día». Dani Blum de Pitchfork disfrutó el álbum y dijo que conceptualiza «escuchar una estación de radio retro-pop en el purgatorio», entregando el «proyecto más reflexivo, melódico y revelador» de The Weeknd de su carrera. David Smyth de Evening Standard escribió que Weeknd alcanza su «mejor momento pop» en el álbum. Matt Mitchell de Paste opinó que Dawn FM trasciende «la grandeza pop dinámica y hace alarde de responsabilidad ante la muerte».
Al reseñar el álbum para Variety, Jem Aswad afirmó que Dawn FM es «posiblemente el mejor y más completo álbum de The Weeknd hasta la fecha.» El crítico de Spin, Bobby Olivier elogió a Max Martin por conferir una producción cohesiva y «bien pulida» al álbum, manteniendo al mismo tiempo su «destreza, fuerza y atractivo sexual». Roisin O'Connor de The Independent escribió que el álbum es «una contradicción consciente de las celebraciones pasadas de la impermanencia de Weeknd a través de aventuras de una noche y asuntos de mala calidad». Al escribir para Clash, Alex Rigotti afirmó que el álbum tiene «algunos problemas de ritmo» y carece del «carácter y la vivacidad» de su predecesor, pero sin embargo es una continuación sólida con «su instrumentación dramática y una visión renovada del mundo».

## Desempeño comercial
En los Estados Unidos, Dawn FM debutó en el número dos en el Billboard 200 con 148.000 unidades equivalentes a álbumes, calculadas a partir de 173,04 millones de reproducciones bajo demanda y 14.000 copias puras de álbumes; fue bloqueado del primer puesto por DS4Ever del rapero estadounidense Gunna, que debutó con 2.300 unidades adicionales esa semana. Dawn FM marcó la octava entrada entre los 10 primeros de The Weeknd y su primer álbum de estudio desde Kiss Land (2013) para debutar en el número dos.
En el Reino Unido, Dawn FM debutó en el número uno en la lista de álbumes del Reino Unido con más de 20.000 unidades, convirtiéndose en el tercer álbum número uno de the Weeknd. Es el primer álbum lanzado en 2022 en encabezar la lista.

## Lista de canciones
| Lista de canciones de Dawn FM |                                                | |                                                                                                   |          |  |
| N.º                           | Título                                         | Escritor(es)                                                                                              | Productor(es)                                                                                     | Duración |  |
| 1.                            | «Dawn FM»                                      | Abel Tesfaye Daniel Lopatin                                                                               | The Weeknd OPN Max Martin [ nota 1 ] Oscar Holter [ nota 1 ]                                      | 1:36     |  |
| 2.                            | «Gasoline»                                     | Tesfaye Lopatin                                                                                           | The Weeknd OPN Martin [ nota 2 ] Holter [ nota 2 ] Matt Cohn [ nota 2 ]                           | 3:32     |  |
| 3.                            | «How Do I Make You Love Me?»                   | Tesfaye Lopatin Martin Axel Hedfors Steve Angello Sebastian Ingrosso Holter Matt Cohn                     | The Weeknd OPN Martin [ nota 2 ] Swedish House Mafia [ nota 2 ] Holter [ nota 2 ] Cohn [ nota 2 ] | 3:34     |  |
| 4.                            | «Take My Breath»                               | Tesfaye Ahmad Balshe Martin Holter                                                                        | The Weeknd Martin Holter                                                                          | 5:39     |  |
| 5.                            | «Sacrifice»                                    | Tesfaye Lopatin Martin Hedfors Angello Ingrosso Carl Nordström Holter Kevin McCord [ sample 1 ]           | The Weeknd Martin Swedish House Mafia Holter                                                      | 3:08     |  |
| 6.                            | «A Tale by Quincy»                             | Tesfaye Quincy Jones Lopatin Jeff Gitelman                                                                | The Weeknd OPN Martin Gitty                                                                       | 1:36     |  |
| 7.                            | «Out of Time»                                  | Tesfaye Lopatin Tomoko Aran [ sample 2 ] Tetsurō Oda [ sample 2 ]                                         | The Weeknd OPN Martin [ nota 1 ] Holter [ nota 1 ]                                                | 3:34     |  |
| 8.                            | «Here We Go... Again» (con Tyler, the Creator) | Tesfaye Tyler Okonma Masamune Kudo Bruce Johnston Christian Love Brian Kennedy Benny Bock Charlie Coffeen | The Weeknd Rex Kudo Johnston Kennedy Bock Coffeen                                                 | 3:29     |  |
| 9.                            | «Best Friends»                                 | Tesfaye Jason Quenneville                                                                                 | The Weeknd DaHeala OPN [ nota 1 ] Martin [ nota 1 ] Holter [ nota 1 ] Cohn [ nota 1 ]             | 2:43     |  |
| 10.                           | «Is There Someone Else?»                       | Tesfaye Lopatin Thomas Brown Peter Lee Johnson                                                            | The Weeknd OPN Tommy Brown Johnson Martin [ nota 1 ] Holter [ nota 1 ]                            | 3:19     |  |
| 11.                           | «Starry Eyes»                                  | Tesfaye Lopatin Brown Johnson                                                                             | The Weeknd OPN Martin [ nota 1 ] Holter [ nota 1 ]                                                | 2:28     |  |
| 12.                           | «Every Angel Is Terrifying»                    | Tesfaye Lopatin Cohn                                                                                      | The Weeknd OPN Cohn [ nota 1 ]                                                                    | 2:47     |  |
| 13.                           | «Don't Break My Heart»                         | Tesfaye Lopatin Martin Holter Cohn                                                                        | The Weeknd OPN Martin [ nota 2 ] Holter [ nota 2 ] Cohn [ nota 2 ]                                | 3:25     |  |
| 14.                           | «I Heard You're Married» (con Lil Wayne)       | Tesfaye Dwayne Carter Adam Wiles Lopatin                                                                  | The Weeknd Calvin Harris OPN [ nota 1 ] Martin [ nota 1 ] Holter [ nota 1 ]                       | 4:23     |  |
| 15.                           | «Less than Zero»                               | Tesfaye Martin Holter                                                                                     | The Weeknd Martin Holter OPN [ nota 1 ]                                                           | 3:31     |  |
| 16.                           | «Phantom Regret by Jim»                        | Tesfaye Jim Carrey Lopatin Martin Holter Cohn                                                             | The Weeknd OPN Martin [ nota 2 ] Holter [ nota 2 ] Cohn [ nota 2 ]                                | 2:59     |  |
| 51:49                         |                                                | |                                                                                                   |          |  |

| Dawn FM (Alternate World) |                                               |                                                                              |                                              |          |  |
| N.º                       | Título                                        | Escritor(es)                                                                 | Productor(es)                                | Duración |  |
| 17.                       | «Take My Breath (Remix)» (con Agents Of Time) | Tesfaye Balshe Di Ceglie Tutolo Martin Holter                                | The Weeknd Martin Holter                     | 6:06     |  |
| 18.                       | «Sacrifice (Remix)» (con Swedish House Mafia) | Tesfaye Martin Hedfors Angello Ingrosso Nordström Holter McCord [ sample 1 ] | The Weeknd Martin Swedish House Mafia Holter | 3:58     |  |
| 19.                       | «Moth To A Flame» (con Swedish House Mafia)   | Tesfaye Angello Ingrosso Nordström                                           | Swedish House Mafia Nordström                | 3:54     |  |

| Exclusivo de Apple Music |                                                              |                   |          |  |
| N.º                      | Título                                                       | Director(es)      | Duración |  |
| 20.                      | «Gasoline» (vídeo musical)                                   | Matilda Finn      | 4:50     |  |
| 21.                      | «Take My Breath» (vídeo musical)                             | Cliqua            | 3:44     |  |
| 22.                      | «Take My Breath (Remix)» (vídeo musical; con Agents of Time) | Cliqua            | 3:58     |  |
| 23.                      | «Sacrifice» (vídeo musical)                                  | Cliqua            | 4:04     |  |
| 24.                      | «Sacrifice (Remix)» (vídeo musical; con Swedish House Mafia) |                   | 3:22     |  |
| 25.                      | «Moth to a Flame» (vídeo musical; con Swedish House Mafia)   | Alexander Wessely | 4:14     |  |

### Créditos desamples
1. 1 2  «Sacrifice» contiene una muestra de «I Want to Thank You», escrita por Kevin McCord e interpretada por Alicia Myers.
2. 1 2  «Out of Time» contiene una muestra de «Midnight Pretenders», escrita por Tomoko Aran y Tetsurō Oda, e interpretada por Aran.

## Personal
Créditos adaptados de las notas del álbum.
Músicos
- The Weeknd – voz, teclados, programación (todas las pistas); bajo, batería (4); coros (15)
- OPN – teclados, programación (1–3, 7, 10–13, 16)
- Jasper Randall – arreglo coral (1, 11, 12)
- Angela Parrish – coros (1, 11, 12)
- Anna Davidson – coros (1, 11, 12)
- Bri Holland – coros (1, 11, 12)
- Jessica Rotter – coros (1, 11, 12)
- Joanna Wallfisch – coros (1, 11, 12)
- Katie Hampton – coros (1, 11, 12)
- Rachel Panchal – coros (1, 11, 12)
- Sara Mann – coros (1, 11, 12)
- Sarah Margaret Huff – coros (1, 11, 12)
- Jim Carrey – voz (1, 7, 16)
- Max Martin – teclados, programación (2–7, 10, 11, 13, 15, 16); bajo (4, 15), batería (4); coros, guitarra (15)
- Oscar Holter – teclados, programación (2–7, 10, 11, 13, 15, 16); bajo (4, 15), batería (4), guitarra (15)
- Elvira Anderfjärd – coros (4)
- David Bukovinszky – violonchelo (4, 11)
- Shellback – tambores (4)
- Magnus Sjölander – percusión (4)
- Mattias Bylund – cuerdas (4, 11)
- Mattias Johansson – violín (4, 11)
- Quincy Jones – voz (6)
- Christian Love – coros (8)
- Benny Bock – teclados, programación (8)
- Brian Kennedy – teclados, programación (8)
- Bruce Johnston – teclados, programación, arreglos vocales, voces (8)
- Charlie Coffeen – teclados, programación (8)
- Rex Kudo – teclados, programación (8)
- DaHeala – teclados, programación (9)
- Peter Noos Johansson – trombón (11)
- Josh Safdie – voz (12)
- Calvin Harris – teclados, programación (14)
- Matt Cohn – teclados (16), programación (2, 3, 9, 12, 13), arreglo vocal (3, 16); tambores (2, 3, 12, 13)

Técnico
- Dave Kutch  – masterización
- Serbio Ghenea  – mezcla
- John Hanes  – ingeniería de mezcla
- Jeremy Lertola  – ingeniería (1–3, 11, 14, 15)
- Matt Cohn  – ingeniería (1–3, 6–16)
- Sam Holland  – ingeniería (1–4, 6, 10, 11, 13–16)
- Shin Kamiyama  – ingeniería (1–3, 5, 7–15)
- Michael Ilbert  – ingeniería (8)
- Kevin Peterson  – asistencia de masterización

## Posicionamiento en listas
| Listas (2022)                           | Mejor posición |
| --------------------------------------- | -------------- |
| Alemania (Offizielle Top 100)           | 5              |
| Australia (ARIA)                        | 1              |
| Austria (Ö3 Austria)                    | 2              |
| Bélgica (Ultratop flamenca)             | 2              |
| Bélgica (Ultratop valona)               | 4              |
| Canadá (Billboard Canadian Albums)      | 1              |
| Dinamarca (Hitlisten)                   | 2              |
| Escocia (Scottish Albums Chart)         | 4              |
| Eslovaquia (ČNS IFPI)                   | 2              |
| España (PROMUSICAE)                     | 2              |
| Estados Unidos (Billboard 200)          | 2              |
| Estados Unidos (Top R&B/Hip-Hop Albums) | 1              |
| Finlandia (Suomen Virallinen Lista)     | 1              |
| Francia (SNEP)                          | 3              |
| Grecia (IFPI)                           | 14             |
| Hungría (MAHASZ)                        | 18             |
| Islandia (Plötutíðindi)                 | 2              |
| Irlanda (OCC)                           | 1              |
| Italia (FIMI)                           | 4              |
| Japón Hot Albums (Billboard Japan)      | 41             |
| Lituania (AGATA)                        | 1              |
| Nueva Zelanda (RMNZ)                    | 1              |
| Noruega (VG-lista)                      | 1              |
| Países Bajos (Album Top 100)            | 1              |
| Polonia (ZPAV)                          | 4              |
| Portugal (AFP)                          | 3              |
| Reino Unido (UK Albums Chart)           | 1              |
| Reino Unido (UK R&B Albums)             | 1              |
| República Checa (ČNS IFPI)              | 2              |
| Suecia (Sverigetopplistan)              | 1              |
| Suiza (Schweizer Hitparade)             | 1              |

## Certificaciones
| País        | Organismo certificador | Certificación | Unidades certificadas/ventas | Ref.    |
| ----------- | ---------------------- | ------------- | ---------------------------- | ------- |
| Dinamarca   | IFPI Dinamarca         | Oro           | 10 000                       | [ 102 ] |
| Francia     | SNEP                   | Oro           | 50 000                       | [ 103 ] |
| Reino Unido | BPI                    | Plata         | 60 000                       | [ 104 ] |

## Historial de lanzamiento
| Región | Fecha               | Formato(s)                   | Sello(s) discográfico(s) | Edición         | Ref.    |
| ------ | ------------------- | ---------------------------- | ------------------------ | --------------- | ------- |
| Varios | 7 de enero de 2022  | Descarga digital y streaming | XO y Republic Records    | Estándar        | [ 105 ] |
| Varios | 11 de enero de 2022 | Descarga digital y streaming | XO y Republic Records    | Alternate World | [ 20 ]  |
| Varios | 28 de enero de 2022 | CD                           | XO y Republic Records    | Estándar        | [ 106 ] |
| Varios | 29 de abril de 2022 | Cassette y vinilo            | XO y Republic Records    | Estándar        | [ 107 ] |